# 肖特 (阿拉巴马州)
肖特（英文：Shorter），是美国阿拉巴马州下属的一座城市。面积约为4.54平方英里（约合11.75平方公里）。根据2010年美国人口普查，该市有人口474人，人口密度为104.45/平方英里（约合40.34/平方公里）。